# Брокен-Боу (Небраска)
Брокен-Боу (англ. Broken Bow) — город в штате Небраска, окружной центр округа Кастер. Население — 3 491 человек (согласно переписи 2000 года).

## История
Город был основан в 1882 году. После того, как Почтовое управление отвергло несколько предложенных жителями названий, город, по предложению поселенца Уилсона Хьюита, был назван Брокен-Боу (по-английски означает «сломанный лук»), в честь лука, найденного Хьюитом на старой индейской могиле.
Изначально Брокен-Боу был торговым центром, специализировавшемся на продаже скота, сена и зерна, поставляемых окрестными фермерами. К 1939 году в городе уже была фабрика по производству сигар, две гостиницы и аэропорт.

## География
Город занимает площадь 4,1 км². Географический центр Небраски находится приблизительно в 16 км к северо-западу от Брокен-Боу.

## Сельское хозяйство
В трех километрах к югу от Брокен-Боу находится крупнейшая в Небраске откормочная площадка крупного рогатого скота, вмещающая до 85 000 голов скота.

## Культура
Брокен-Боу упоминается в американском постапокалиптическом телесериале Иерихон, в сериале Секретные материалы, сериале Сверхъестественное и в фильме О Шмидте.